# Kennedy Leigh
Kennedy Leigh (Rochester, Minnesota, 11 de marzo de 1994) es una actriz pornográfica estadounidense.
Nacida en Minnesota, comenzó una carrera de bailarina llegando a adquirir cierta fama en su ciudad natal, en 2012 se muda a Los Ángeles, donde inicia su carrera como actriz pornográfica.